# Näsborre

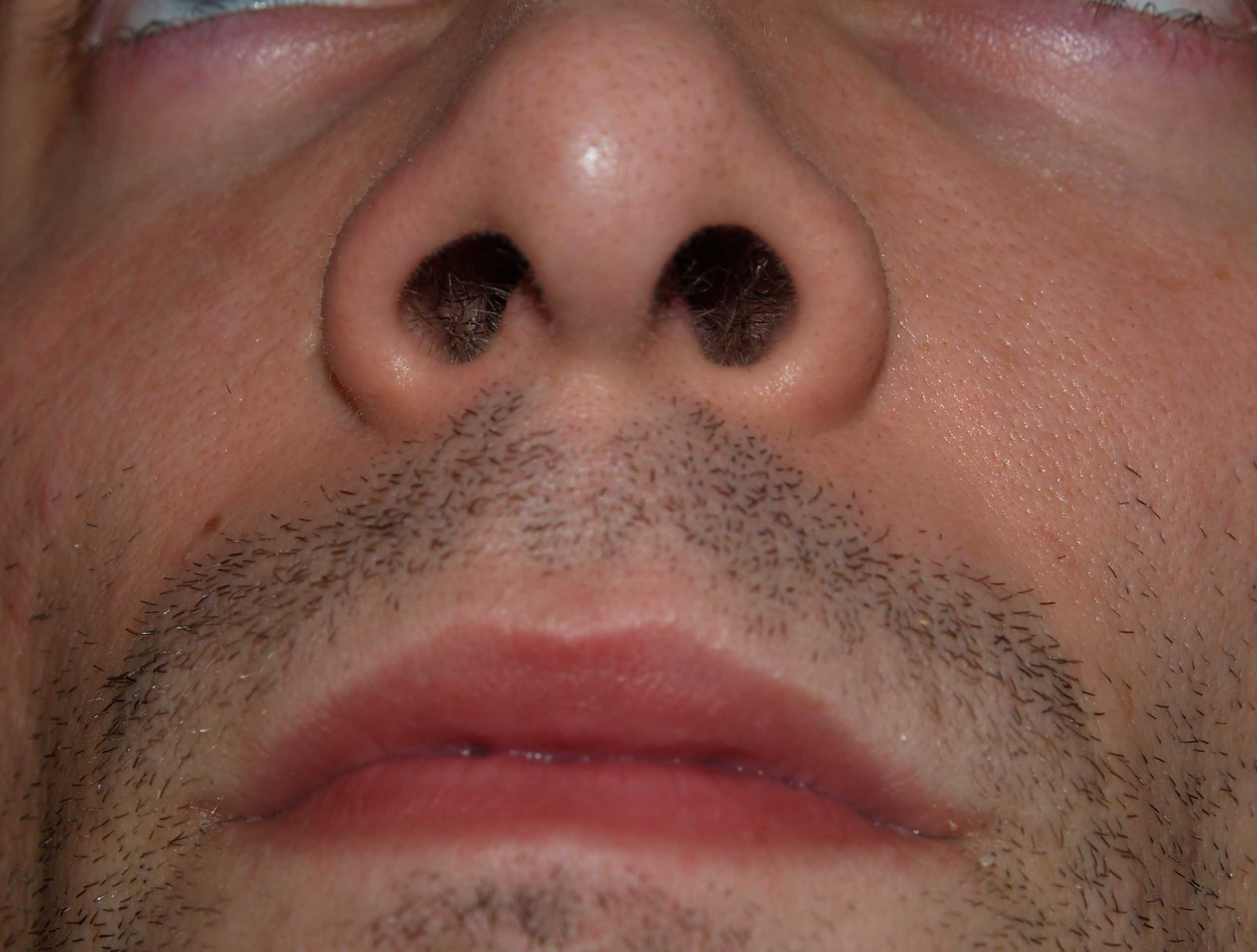
En människas näsborrar

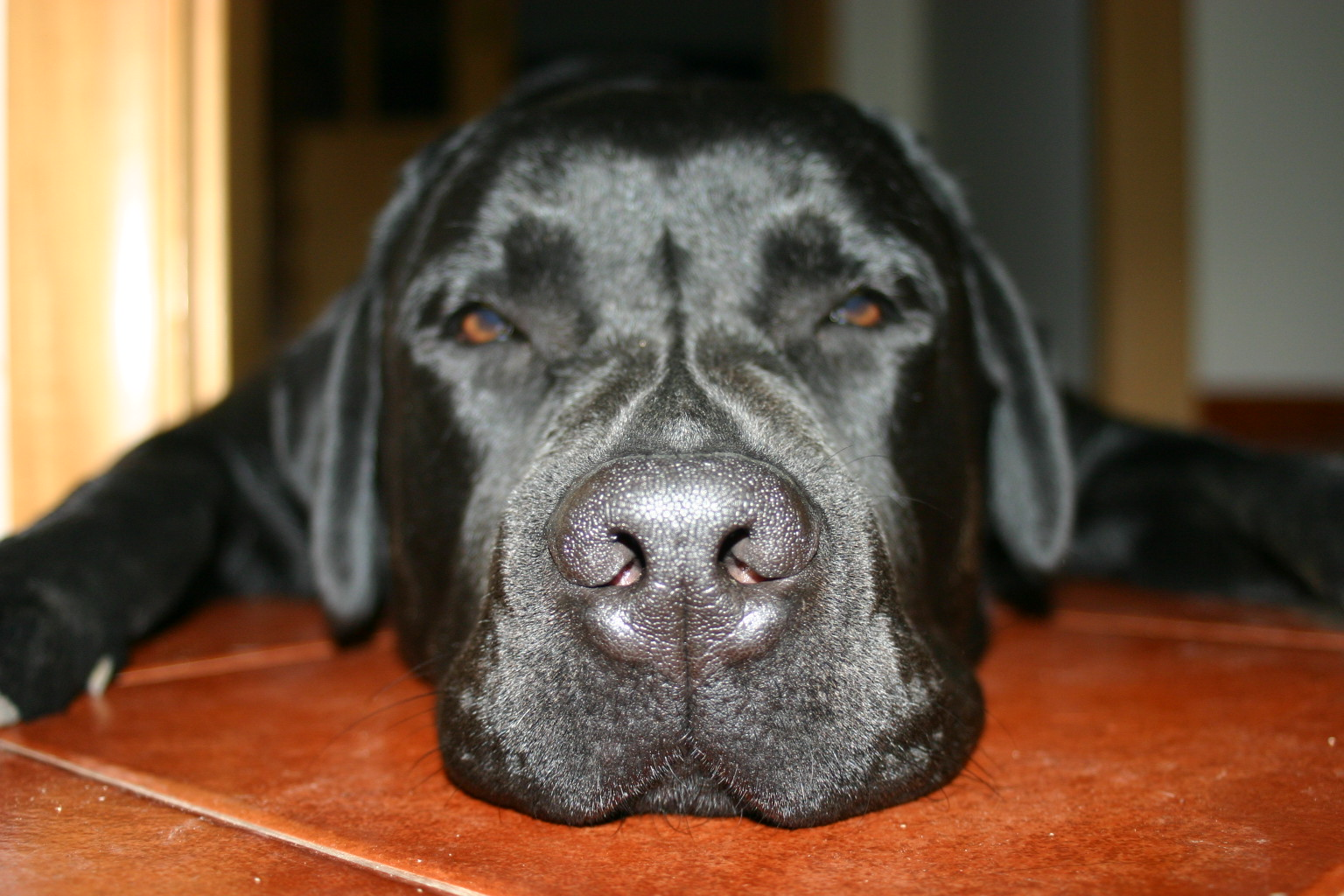
En hunds näsborrar.

Näsborrar är öppningar i en människas näsa eller ett djurs nos. De fungerar som lufttillgångar och som utlopp för snor.
Vissa djur kan stänga näsborrarna.